# 2002年热带风暴汉娜
热带风暴汉娜（英語：Tropical Storm Hanna）是一个对美国墨西哥湾沿岸和东南部地区构成影响的中等强度热带风暴，也是2002年大西洋飓风季的第10个热带气旋和第9个获得命名的风暴。汉娜由表面槽、东风波、上层低气压系统和上层大气扰动间复杂的相互作用形成，于协调世界时9月12日0点经美国国家飓风中心归类为热带低气压。风暴在其整个持续时间里的组织性一直很混乱，不过还是达到了热带风暴强度，最低气压为1001毫巴（百帕，29.56英寸汞柱），最大风速为每小时100公里。汉娜穿过路易斯安那州东南边界后，沿阿拉巴马州和密西西比州边界进行了第二次登陆。
由于风暴相关的大部分对流活动都位于环流中心东部，因此路易斯安那州和密西西比州所受到的破坏程度很轻。但阿拉巴马州的多芬岛情况就糟得多，风暴造成的沿海洪灾令道路封闭，居民也被迫撤离。佛罗里达州出现了强风和强降雨，大浪导致三位泳者丧生，该州2万户居民家中停电。乔治亚州也出现了暴雨并导致严重洪灾。大量农作物受损，约335幢建筑因洪水而受损。风暴总计造成了约2000万美元（2002年美元，相当于2025年的3496萬美元）的损失。

## 气象历史
2002年9月上旬，西大西洋的广阔的表面低压槽延伸到墨西哥湾以内。与此同时，一股向西移动的东风波也于9月10日进入墨西哥湾，并沿表面槽催生出低气压区，还伴随有少量雷暴活动。9月11日，美国上空的上层低气压进入海湾并且从流动过程中切断，东风波的东部由此发展出了对流。表面低气压组织起来，其中心附近有对流形成。协调世界时9月12日凌晨0点左右，飓风猎人侦察机在系统中发现了层次分明的环流中心，美国国家飓风中心因此将位于佛罗里达州彭萨科拉以南约450公里洋面的系统归类为热带低气压。

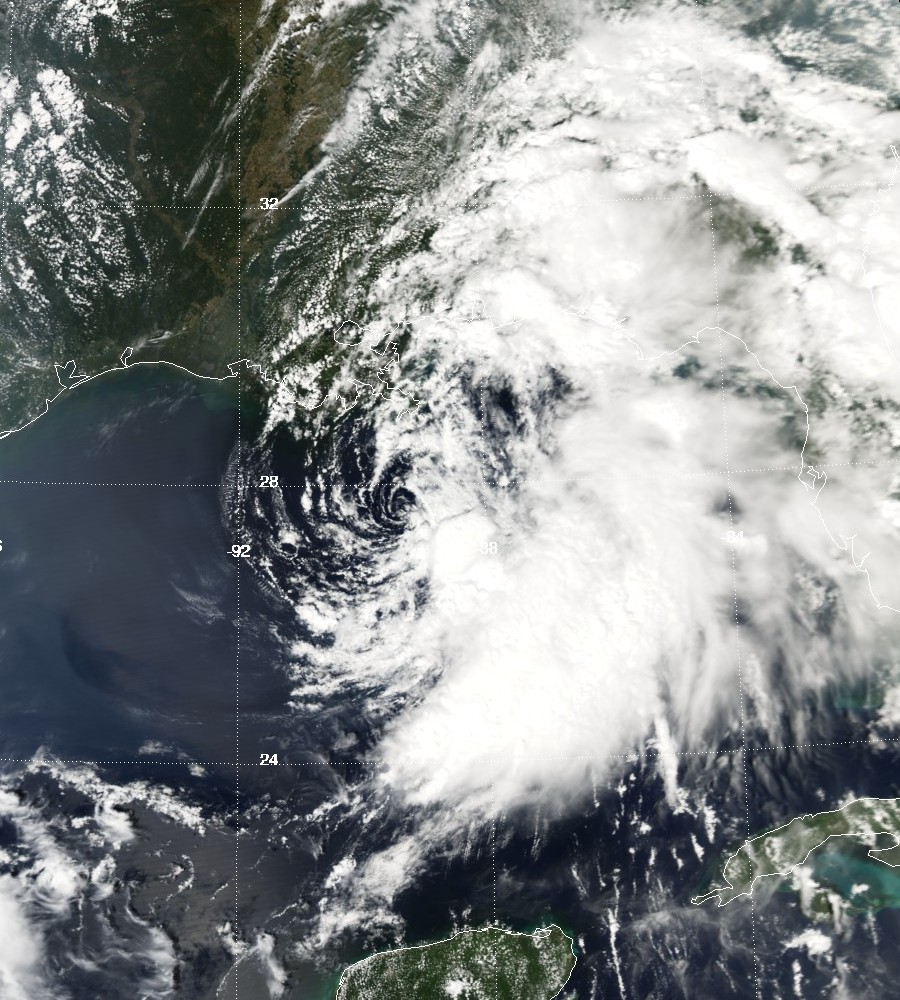
9月13日的热带风暴汉娜

成为热带低气压后，气旋变得杂乱无章，并且只保有少量持久的深度对流。再加上风暴西部边缘有干燥空气的影响，所以气象部门一度认为系统不大可能强化。然而接下来虽然有来自风切变的不利影响，但气旋还是于当天晚些时候达到热带风暴强度，但因系统中还存在一些与热带风暴不符的特征，因此仍然属于热带低气压。低气压起初由于弱转向气流的影响而缓慢地向东北方向蜿蜒行进，到了早上6点，低气压已强化为热带风暴，美国国家飓风中心将其命名为“汉娜”（Hanna）。之后的24小时里，系统的下层环流中心围绕中层和上层中心旋转，整个热带风暴于9月12日晚转朝西南方面移动。而向西北方向挪动的下层中心则与对流分离。在一股西南转向气流和一个正在接近的中层槽影响下，风暴开始转朝北面蜿蜒前进。这以后汉娜大幅增强，于9月14日达到每小时100公里的最高风速。
风暴的对流转向到环流的东部半圆中，仍然暴露的中心因此而变得畸形且细长。到了9月14日，这个组织混乱的气旋穿过路易斯安那州东南部，转朝东北偏北方向移动，于当天15点左右以最高强度在阿拉巴马州和密西西比州边界附近再度登陆。进入陆地上空后汉娜迅速消亡，其残留低气压一直前进到乔治亚州和南卡罗莱纳州上空。

## 准备工作
风暴形成后不久，美国国家飓风中心向密西西比州帕斯卡古拉到佛罗里达州苏万尼河（Suwannee River）之间的地区发布了热带风暴观察预警。之后从路易斯安那州格兰德艾尔到佛罗里达州阿巴拉契科拉之间地区的预警升级为热带风暴警告，而阿巴拉契科拉以东地区则中止了预警。9月14日下午18点，由于风暴的威胁已经过去，故所有热带气旋警告和预警都予以中止。风暴登陆后，政府向密西西比州和阿拉巴马州内陆地区以及乔治亚州和南、北卡罗莱纳州西部发布了洪水预警。阿拉巴马州多芬岛上的部分居民在窗户上压上当地消防部门提供的沙袋来应对汉娜的袭击。红十字会在整个墨西哥湾沿岸地区开放了十个避难所。

## 冲击

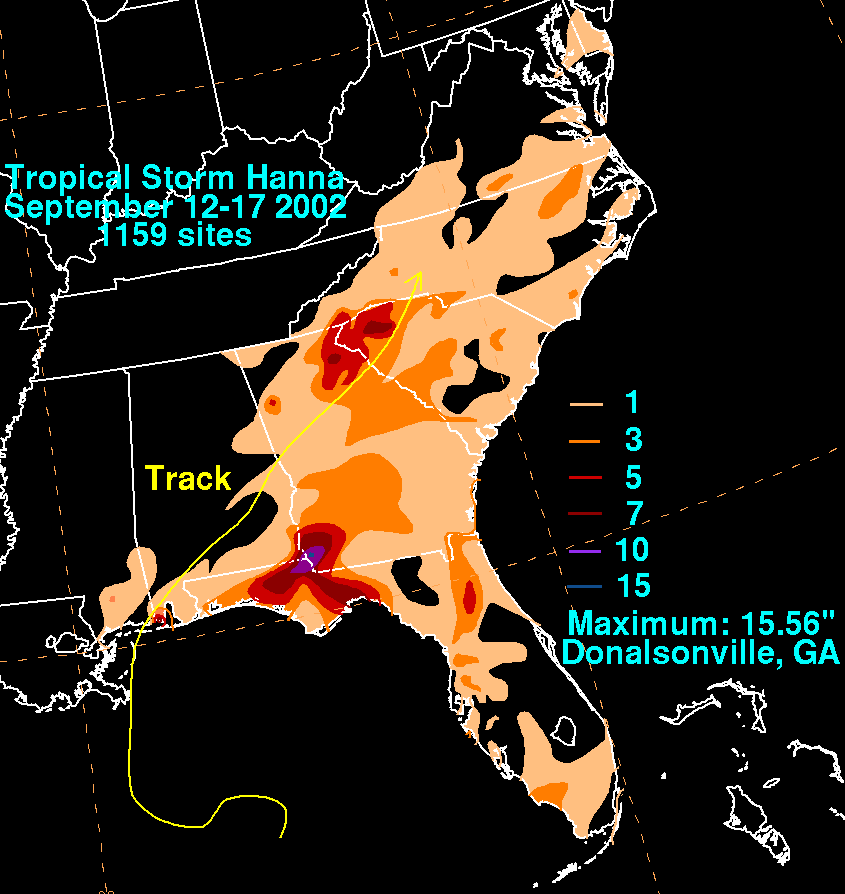
降雨总量

热带风暴汉娜总计造成了约2000万美元（2002年美元，相当于3496萬2025年美元）的损失。

### 美国墨西哥湾沿岸地区
由于汉娜的大部分对流活动都位于其环流中心东部，因为风暴对路易斯安那州的影响很小。大部分地区的降雨量都少于25毫米，报告的海潮上涨也很轻微。与路易斯安那相邻的密西西比州情况类似，没有受到风暴的严重影响。
与前面两个州相比，阿拉巴马州受到的影响要大一些，如莫比尔县南部的科登（Coden）和贝尔方丹（Belle Fontaine）降雨量分别达到了192毫米和146毫米。多芬岛报告的持续风速为每小时64公里，阵风则高至每小时82公里。最低大气压力也出现在多芬岛上，报告显示其数据低至1001毫巴。1.1米高的风暴潮造成沿海地区出现轻度洪水，部分地区还存在海岸侵蚀，其中包括跨越莫比尔湾（Mobile Bay）的堤道。。一场藤田级数为的龙卷风在莫比尔县南部着陆，刮倒了一些树木。部分居民家中停电，多芬岛两端都出现了洪水，导致道路封闭，风暴还迫使该岛西部的部分居民疏散。除了出现强降雨外，鲍德温县还有部分地区的树木倒下。
在佛罗里达州，艾斯康比亚县的彭萨科拉海滩（Pensacola Beach）附近最强阵风时速达到109公里。强风与雷暴结合，造成了轻微的损害，吹倒了一些小树，还导致供电线路中断。整个沃尔顿县有约15000户居民家中停电，全州范围内则有约20000户家庭失去电力供应。强风还导致连接近海岛屿的桥梁封闭，沃尔顿县、贝县和湾县报告了轻微的海岸侵蚀。巨浪一共导致三人淹死，一人在彭萨科拉海滩附近，另一人在锡格罗夫海滩（Seagrove Beach）附近，还有一人在巴拿马市海滩。当地警务专员对此表示：“人们没有对警示讯号引起足够的重视就下水了。”佛罗里达州西北部狭长地带的中部和西部普降暴雨，其中最多的奇普利达到246毫米。河流因此泛滥，佩里的道路和居民家中都出现了水淹，塔拉赫西地区的街道也出现了同样的情况。风暴给佛罗里达州造成的损失一共为40万美元（2002年美元，相当于69.9萬2025年美元）。

### 美国东部
汉娜给乔治亚州大部分地区带去了强降雨，其中塞米诺尔县县城多纳森维尔（Donalsonville）降水量最高，达395毫米，卡洛尔县县城卡罗尔顿（Carrollton, Georgia）为317毫米，在安伯里（Embry）也有285毫米，降雨最多的基本上是该州的西南部分地区。降水广泛分布在乔治亚州中部和北部地区上空的西北到东北雨带。这些地区伴随着狂风和雷暴的影响，几小时内的降雨量就可以达到51毫米。这一地带降雨最多的地区主要局限在亚特兰大到雅典地区的北部。大雨缓解了持续的干旱，植被得以重现生机。不过气候学家认为，这些降雨并没有完全缓解这些地区的干旱情况。雷暴带产生了时速64到80公里的阵风，部分树木和电线杆被吹倒，亚特兰大都会区有48000户居民家中停电。大风掀开了一幢房子的屋顶，另有多处移动房屋受损。强降雨还引起了严重的洪涝灾害，多纳森维尔有250户家宅和50个商户受损，米勒县附近又有35户受损。包括27号美国国道部分路段在内的多条道路被水淹没。该州的农作物受到的损失较为严重，根据乔治亚州农场服务局的统计数据，全州棉花和花生作物一共上报的损失总额达到1900万美元（2002年美元，相当于3322萬2025年美元）。乔治亚州州长罗伊·巴恩斯（Roy Barnes）宣布塞米诺尔县、米勒县和迪凯特县为联邦灾区。
向北远至南、北卡罗莱纳州的地区都出现了中到大雨，德玛瓦半岛也出现了小雨和阵雨。南卡罗莱纳州一些地点收获了75毫米降雨量，部分道路和高速公路被淹。多条河流和多个池塘水位超过堤岸，部分被水淹没的道路水深达100至150毫米。南卡罗莱纳州20号高速公司上有一位驾驶员被高水位所困，附近的房屋也受到损坏。哥伦比亚的一场美式足球赛也因下雨而延迟了约50分钟。再向北移，热带风暴汉娜的残余给新英格兰，特别是佛蒙特州带去了约25毫米降水量。